# Obsjtina Etropole
Obsjtina Etropole (bulgariska: Община Етрополе) är en kommun i Bulgarien.   Den ligger i regionen Sofijska oblast, i den centrala delen av landet, 60 km öster om huvudstaden Sofia.
Obsjtina Etropole delas in i:
- Brusen
- Lopjan
- Malki Iskăr
- Jamna

Följande samhällen finns i Obsjtina Etropole:
- Etropole

I omgivningarna runt Obsjtina Etropole växer i huvudsak lövfällande lövskog. Runt Obsjtina Etropole är det ganska glesbefolkat, med 48 invånare per kvadratkilometer.